# انسان (فیلم ۲۰۰۵)
انسان (به هندی: Insan)فیلمی محصول سال ۲۰۰۵ و به کارگردانی کی. سوباش است. در این فیلم بازیگرانی همچون آکشی کومار، اجی دیوگن، ایشا دئول، لارا دوتا، کوئنا میترا، توشار کاپور، لاکسیمیکانت برد، شارات ساکسنا، راهول دو، آسرانی، هیمانی شیوپوری، سونیل گروور، بینا بانرجی و لیلا ایفای نقش کرده‌اند.